# مانوئل پینتو دا کوستا
مانوئل پینتو دا کوستا (به انگلیسی: Manuel Pinto da Costa) (زاده ۵ اوت ۱۹۳۷)، اقتصاددان و سیاست‌مدار اهل سائوتومه و پرینسیپ است. وی دو دوره در سال‌های ۱۹۷۵–۱۹۹۱ و ۲۰۱۱–۲۰۱۶ رئیس‌جمهور جمهوری دموکراتیک سائوتومه و پرینسیپ بود.

## زندگی‌نامه
سائوتومه و پرینسیپ تا سال ۱۹۷۵ مستعمره پرتغال بود و پینتو دا کوستا به عنوان اولین رئیس‌جمهور سائوتومه و پرینسیپ از سال ۱۹۷۵ تا ۱۹۹۱ بوده‌است و دوباره در انتخابات ریاست جمهوری اوت ۲۰۱۱ انتخاب شد.
دا کوستا تحصیلکرده در آلمان شرقی است و به زبانهای پرتغالی و آلمانی مسلط است. وی تا اوایل سال ۱۹۹۰ روابط گسترده با آنگولا و حزب ام‌پی‌ال‌ای داشت و رابطه دوستانه با ژوزه ادوآردو دوس سانتوس، رئیس‌جمهور وقت آنگولا داشت. این روابط ریشه در زمانی که هر دو آنها مردان جوان بودند، بازمی‌گردد.
پینتو دا کاستا، در می ۱۹۹۸ به عنوان رهبر MLSTP انتخاب شد و در فوریه سال ۲۰۰۵ از این حزب استعفا داد.

### انتخابات ریاست جمهوری
دا کاستا در انتخابات ژوئیه ۲۰۱۱، به عنوان نامزد مستقل شرکت کرد. نخست‌وزیر سابق این کشور، ماریا داس نوز ادعا کرد برنامه‌های پینتو دا کوستا می‌تواند امید بیشتری را برای کشور به ارمغان آورد. با این حال، برخی از تحلیلگران، نگران این مسئله هستند که پیروزی رئیس‌جمهور سابق ممکن است بازگشت به حکومت استبدادی وی در دوره‌های قبلی که قدرت را در دست داشت، آغاز شود.